# Manuel Pamić
Manuel Pamić (* 20. srpna 1986, Žminj) je chorvatský fotbalový obránce, od roku 2017 hráč klubu NK Novigrad. Mimo Chorvatsko působil na klubové úrovni v Rakousku, České republice a Itálii.

## Klubová kariéra
Svoji fotbalovou kariéru začal v klubu NK Žminj, odkud v 18 letech přestoupil do prvoligového NK Istra 1961. Zde se zakrátko stal stabilním členem základní sestavy a v roce 2006 přestoupil do jednoho z nejlepších chorvatských klubů HNK Rijeka.
V prosinci 2007 nastal další vzestupný krok v jeho kariéře, když na doporučení svého krajana Niko Kovače přestoupil do elitního rakouského klubu FC Red Bull Salzburg, který se stal jeho prvním zahraničním angažmá. Zde však mnoho příležitostí nedostával.

### AC Sparta Praha
V lednu 2009 se stěhoval na hostování s opcí do pražské Sparty, kde se okamžitě prosadil do základní sestavy na post levého obránce. Po roce do mužstva přestoupil. V ročníku 2009/10 získal s týmem mistrovský titul. 8. července 2010 nastoupil v dresu Sparty Praha k historicky prvnímu zápasu Českého Superpoháru, který sehrávají mistr ligy a vítěz národního poháru uplynulého ročníku. Sparta Praha jako vítěz ligy zvítězila 1:0 nad pohárovým šampionem Viktorií Plzeň.
V říjnu 2012 účinkoval společně s Vlastimilem Vidličkou a Léonardem Kweukem ve videoklipu, kterým Sparta Praha oslovila mimopražské fanoušky.
V základní skupině I Evropské ligy 2012/13 byla Sparta Praha přilosována k týmům Olympique Lyon (Francie), Ironi Kirjat Šmona (Izrael) a Athletic Bilbao (Španělsko). V prvním utkání Sparty 20. září 2012 proti domácímu Lyonu odehrál Pamić kompletní počet minut, pražský klub podlehl soupeři 1:2. 4. října v domácím utkání proti finalistovi Evropské ligy předešlého ročníku Athleticu Bilbao také nastoupil v základní sestavě, Sparta zvítězila 3:1 a připsala si první 3 body do tabulky. 25. října 2012 hrál v zápase s izraelským týmem Ironi Kirjat Šmona do závěrečného hvizdu, Sparta Praha si připsala další tři body za výhru 3:1, s celkovými 6 si upevnila druhé místo v tabulce základní skupiny za Lyonem. 22. listopadu nastoupil do domácího zápasu s Lyonem, který skončil remízou 1:1. Tento výsledek posunul Spartu Praha již před posledními zápasy základní skupiny do jarní vyřazovací části Evropské ligy z druhého místa (první místo si zároveň zajistil Lyon). Poslední zápas základní skupiny I proti Bilbau 6. prosince 2012 neabsolvoval, díky remíze 0:0 pražský celek získal ve skupině celkem 9 bodů. Do jarního šestnáctifinále byl Spartě přilosován anglický velkoklub Chelsea FC, Pamič nastoupil 14. února 2013 v Praze na hřiště až v 81. minutě, jeho post tentokrát obsadil mladý fotbalista Matěj Hybš. Pražský celek podlehl doma soupeři 0:1 gólem mladého brazilského fotbalisty Oscara. V létě 2015 v klubu skončil.

### AC Chievo Verona (hostování)
V červenci 2013 jej Sparta pustila na roční hostování s možností opce do italského klubu AC Chievo Verona. Opačným směrem tehdy zamířil hostovat Kamil Vacek. Po půl roce v mužstvo hostování předčasně ukončil. Za tým odehrál tři ligové zápasy, ve kterých se střelecky neprosadil.

### AC Siena (hostování)
V zimním přestupovém období ročníku 2013/14 odešel hostovat do klubu z Itálie AC Siena. V mužstvu strávil půl roku. Během této doby nenastoupil k žádnému ligovému střetnutí. V létě 2014 se vrátil zpět do Sparty.

### Frosinone Calcio (hostování)
V lednu 2015 odešel na půlroční hostování do italského týmu Frosinone Calcio. Za klub nastoupil k 6 druholigovým zápasům, ve kterých branku nedal. S mužstvem postoupil do nejvyšší soutěže.

### NK Istra 1961 (návrat)
V průběhu podzimní části ročníku 2015/16 se vrátil do NK Istra 1961, kde podepsal kontrakt do léta 2016.

### NK Rovinj
Letní přípravu strávil v chorvatském klubu NK Rovinj, s nímž v září 2016 podepsal smlouvu.

## Reprezentační kariéra
Od roku 2005 do roku 2008 postupně povoláván do chorvatských výběrů U19, U20 a U21. S reprezentací do 21 let absolvoval neúspěšnou kvalifikaci o ME 2009 ve Švédsku. Trenér chorvatské reprezentace Slaven Bilić ho zařadil jako potenciálního kandidáta pro kádr na ME 2008 v Rakousku a ve Švýcarsku, šanci v A-týmu Chorvatska však nedostal.